# 局部无阻尼运动传播法

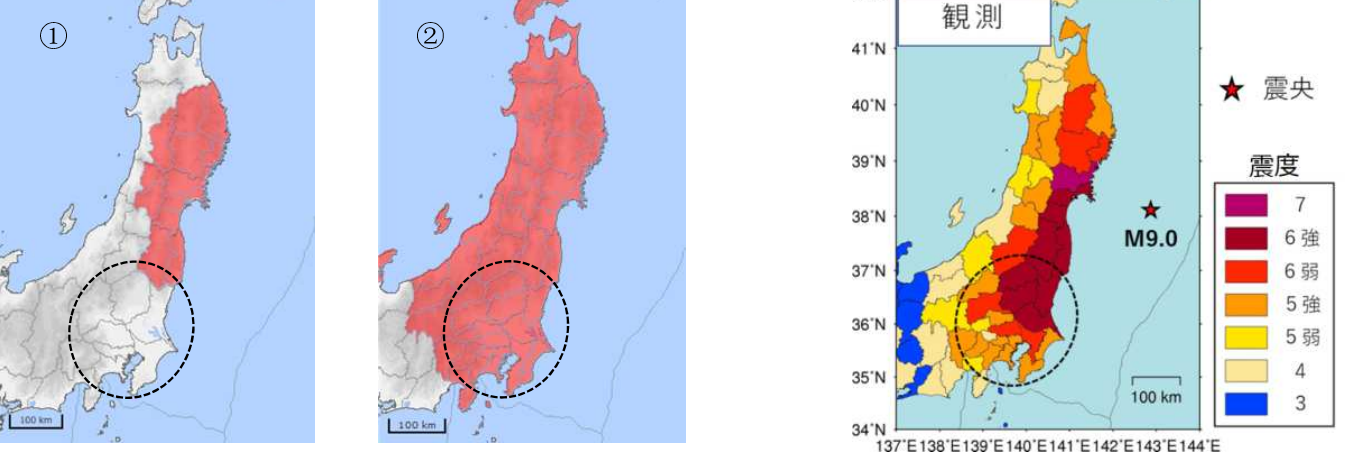
局部无阻尼运动传播法的例子。①图表示根据原有算法实际发布的紧急地震速报，②图表示根据PLUM法推算出的预报范围。

紧急地震速报系统原理图

局部无阻尼运动传播法（全称：Propagation of Local Undamped Motion法，简称：PLUM法）是指由日本气象厅气象研究所研发，于2018年3月开始被日本气象厅启用的针对紧急地震速报的优化算法，实质上是波场的一种估计算法。该算法不通过震源参数进行测算，不对震源和震中进行定位，仅使用实时观测到的烈度对其他待测点的烈度进行测算。

## 研发背景
2011年日本东北地方太平洋近海地震发生时，虽然在震中距较大的关东地方也观测到了强烈的摇晃，但由于以往的算法是基于点源模型的算法，又加之地震规模巨大，破裂持续时间长，这种远距离的强烈摇晃不能被很好地预测出来。为解决大地震的预测烈度低估问题，日本气象厅于2014年首次提出了局部无阻尼运动传播法。该算法预计于2015年下半年开始试用，并预计于2018年3月正式实行。

## 算法
2018年3月22日起，为解决大地震的烈度预测过小的问题，日本气象厅开始实行了根据周边观测点观测到的实时烈度预测相关点的烈度的局部无阻尼运动传播法，与集成粒子滤波法（IPF法）结合使用。局部无阻尼运动传播法类似于从上游的实际测量水位估算河流的下游水位的方法，其通过待测点30 km范围内的观测点的实时地震烈度的最大值和待测点的地面放大率对待测点的烈度进行测算。即使在像2011年日本东北地方太平洋近海地震这样的大地震发生的情况下，PLUM法也可以向远离震中的地区发出警报。
不过，局部无阻尼运动传播法也有缺陷。由于PLUM法与其他算法不同，以S波为观测基础，发布警报的时间被缩短。并且由于PLUM法所使用的震源参数使用的都是假定值，不能真实反映出地震的规模。